# Obchodní třída

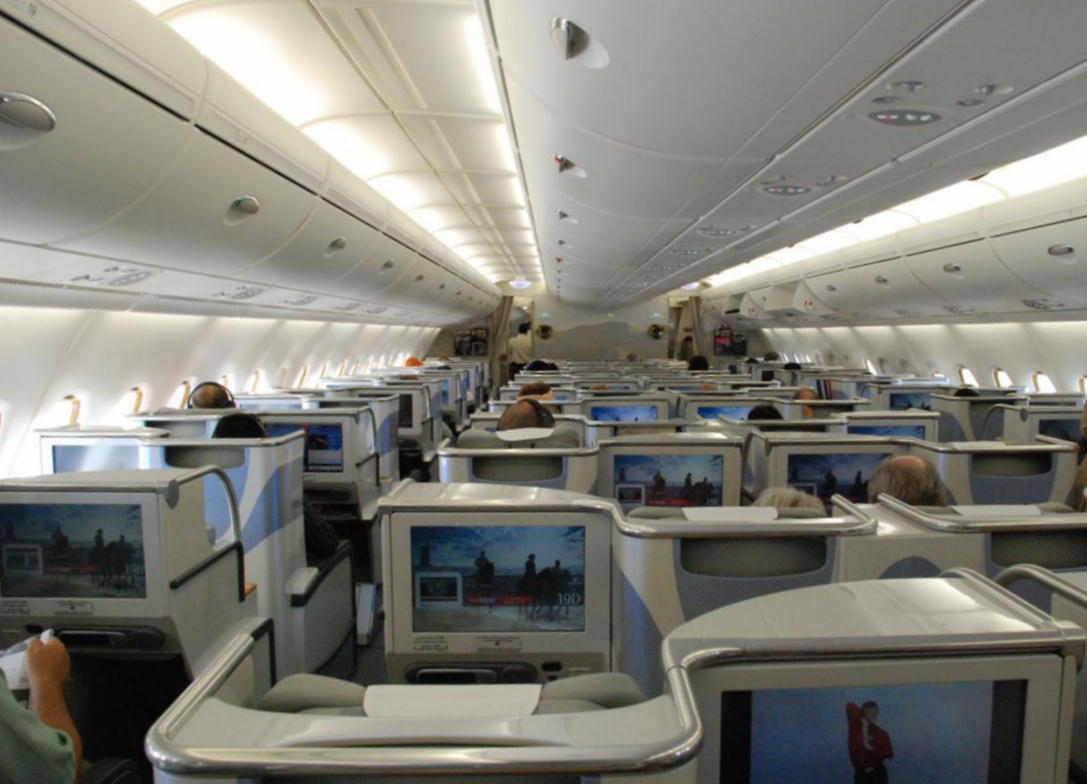
Obchodní třída společnost Emirates v letadle Airbus A380, 2009

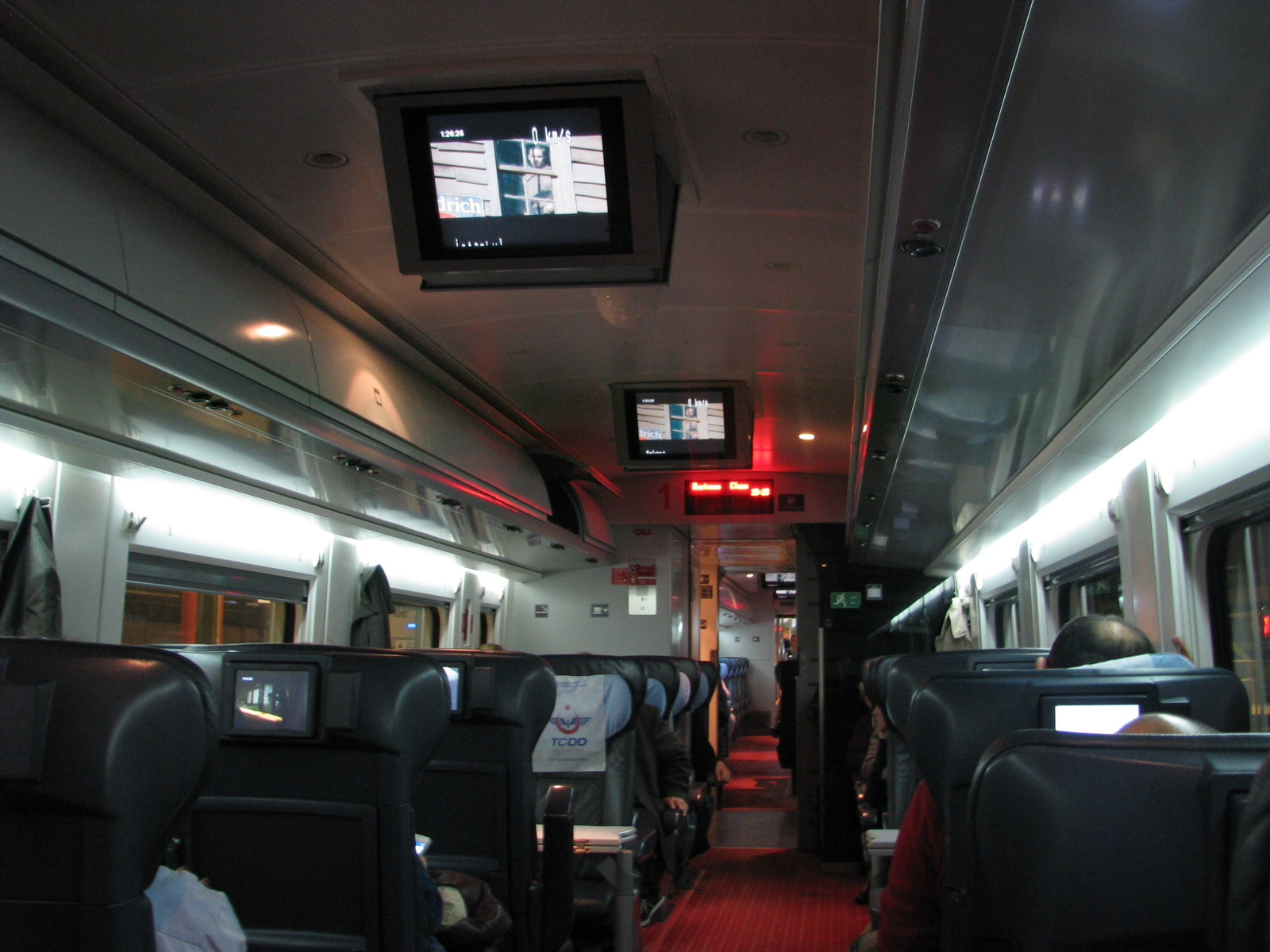
Obchodní třída ve vlaku, 2014

Obchodní třída, anglicky business class je vyšší cestovní třída dostupná u některých železničních a leteckých dopravců. Každá společnost může nazývat tuto třídu jinak. Původně tato třída byla navržena jako stupeň mezi nejnižší turistickou a nejvyšší první třídou, mnoho aerolinií tuto třídu však nabízí jen po boku turistické. Oproti ostatním třídám nabízí víc prostoru k sezení, lepší servis, jídlo a pití, pozemní služby a další vybavení.

## Letectví
V letectví je tato třída nazývána zkratkou „J" nebo „C".

### Historie
V 80. letech 20. století díky větší dostupnosti létání začaly společnosti rozdělovat turistickou třídu a třídu, kde si lidé musí připlatit. V roce 1976 společnost nizozemská KLM uvedla tzv. Full Fare Facilities (FFF), které cestujícím umožňovaly si sednout na přední sedadla ekonomické třídy za první třídou, kde bylo více místa. Tento systém následovala dále společnost Air Canada. Později v roce 1978 letecké společnosti United Airlines a Trans World Airlines začaly v letadlech rozlišovat tři třídy, ty ale opět zrušily kvůli stížnostem cestujících z ekonomické třídy, zhoršovaly se totiž jejich služby. V roce 1977 uvedla izraelská společnost El Al ve svých letadlech menší první třídy a větší obchodní po boku ekonomické. Později se k tomuto konceptu přidaly další společnosti jako British Airways, Qantas, Air France a Pan Am. Některé aerolinie ze své nabídky později vyřadily na kratších letech první třídu a začaly jí nazývat obchodní.

### Druhy
S obchodní třídou se dnes lze setkat v mnoha podobách, podle toho, jaká společnost letoun provozuje a jak je let dlouhý. Sedadla se u některých aerolinií dají sklápět do ležaté polohy, často poskytují obrazovky IFE – In flight entertainment (zabavení při letu).

## Fotogalerie

### Letectví

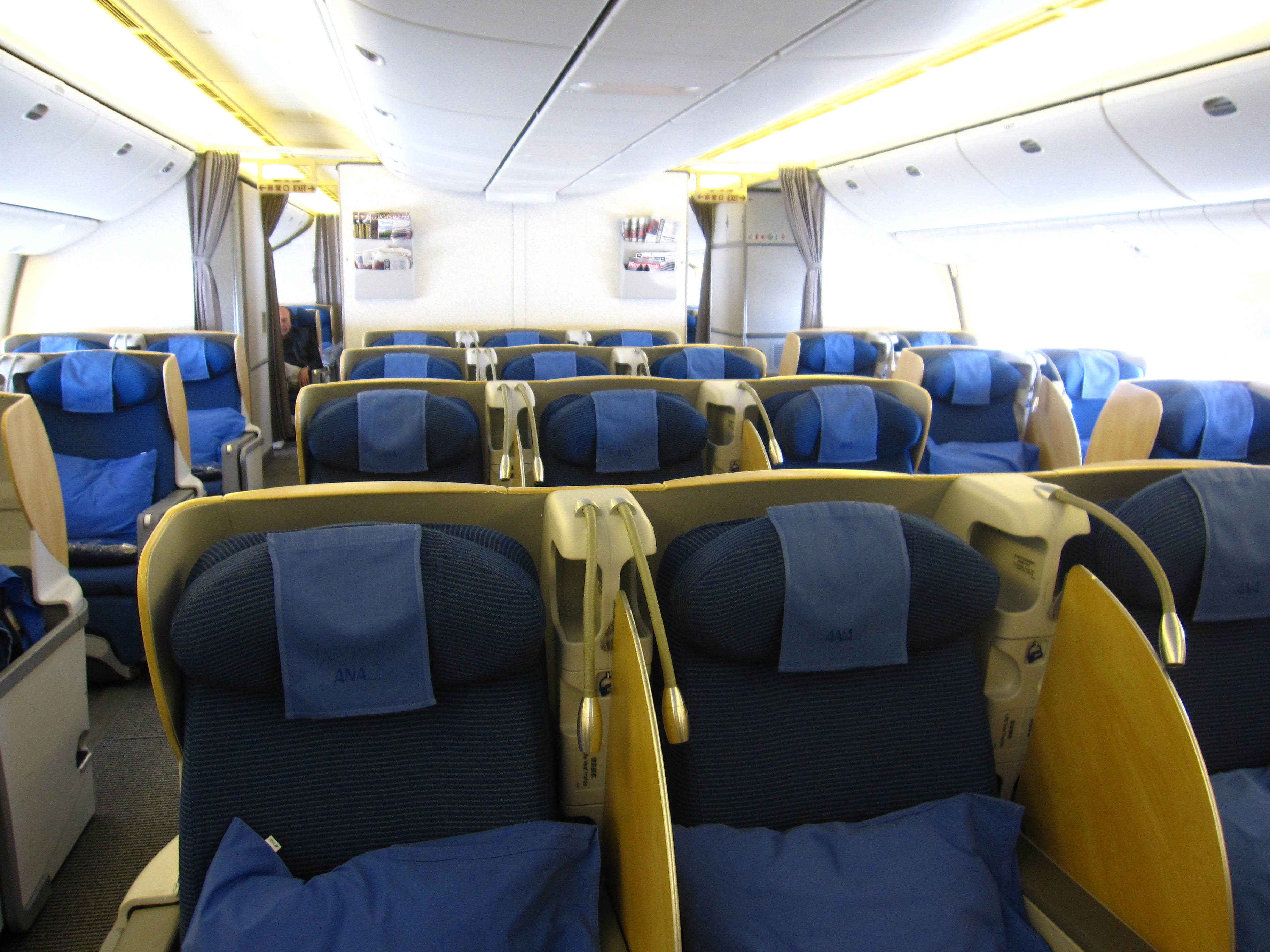
ANA (dálkové lety)
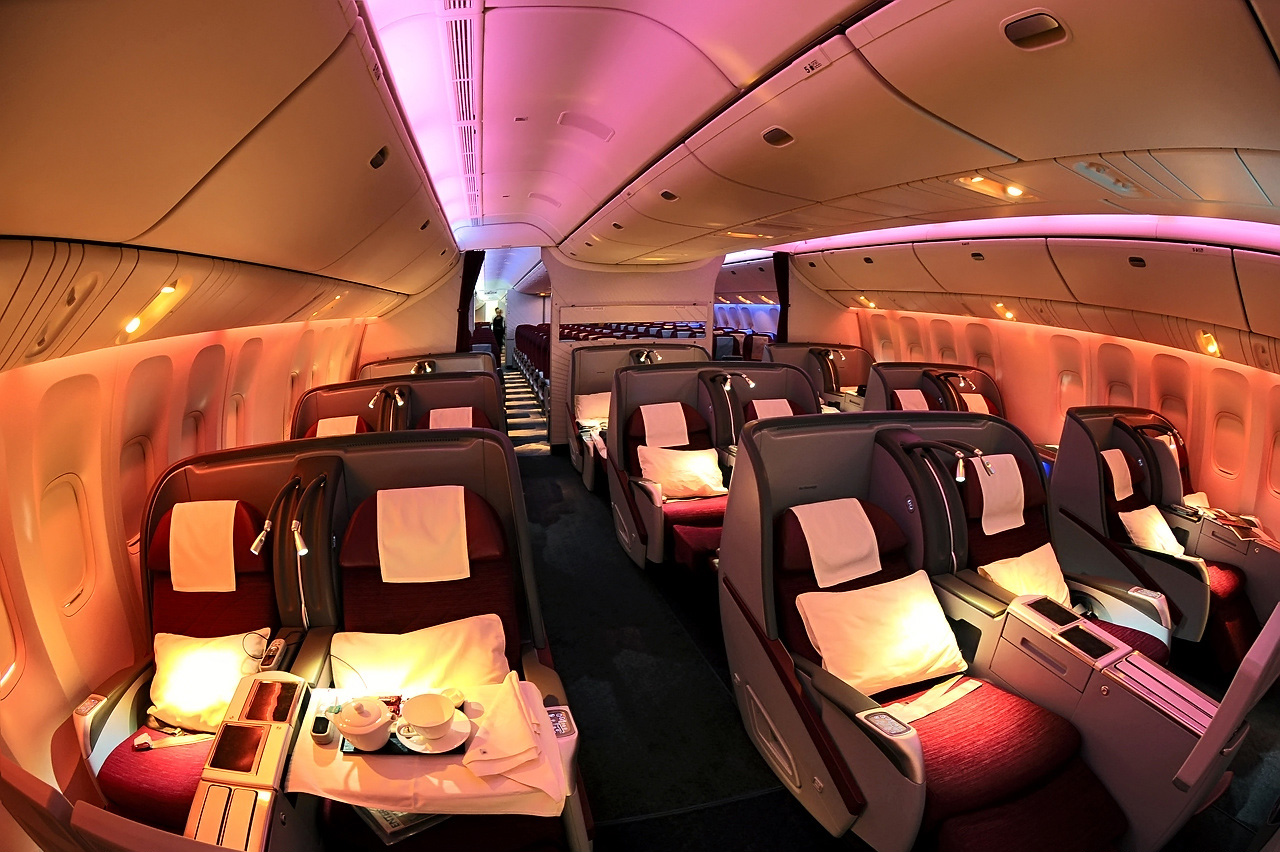
Qatar Airways, Boeing 777 (dálkové lety)
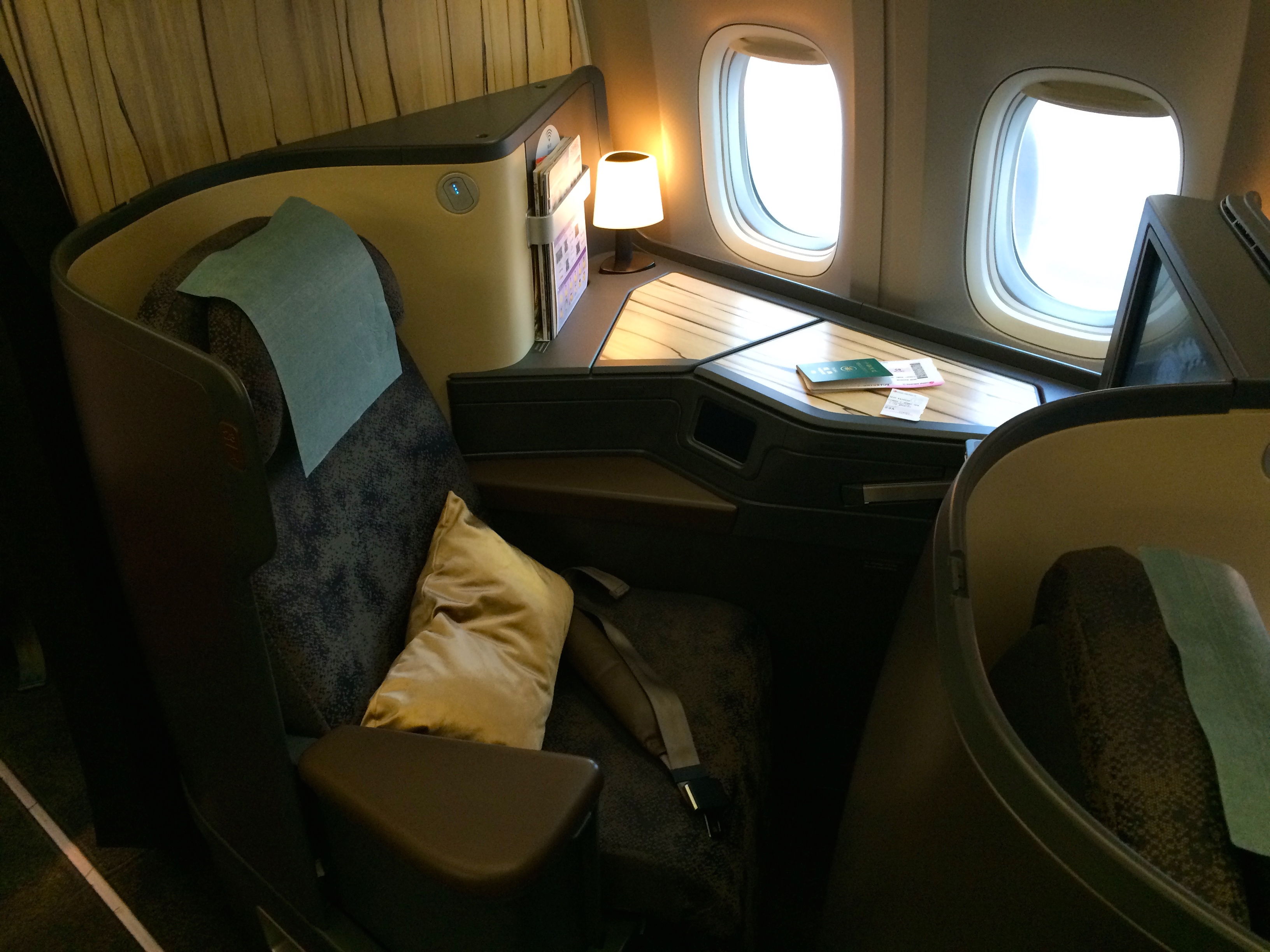
China Airlines, Boeing 777 (dálkové lety)
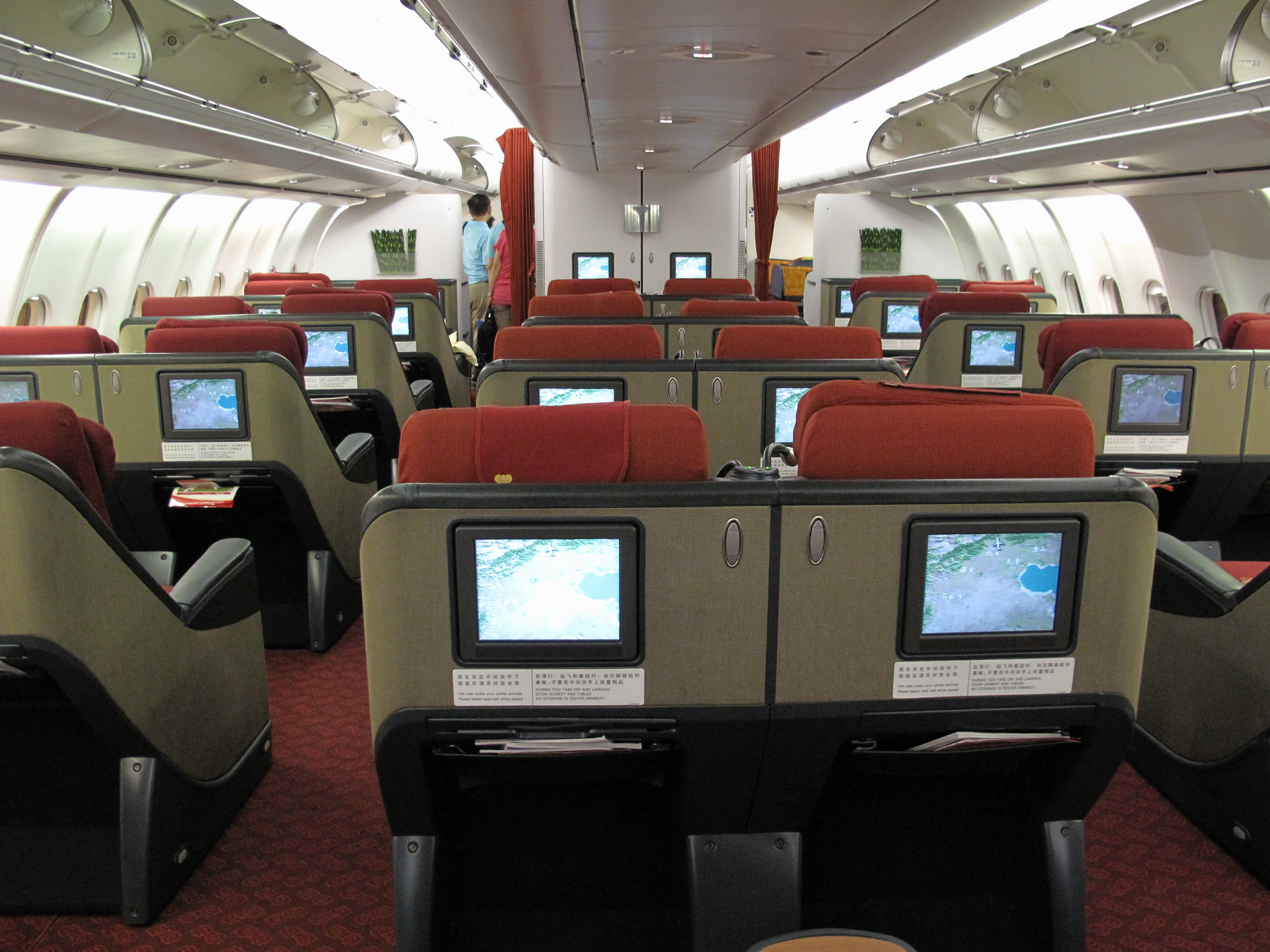
Hainan Airlines, Airbus A340 (dálkové lety)
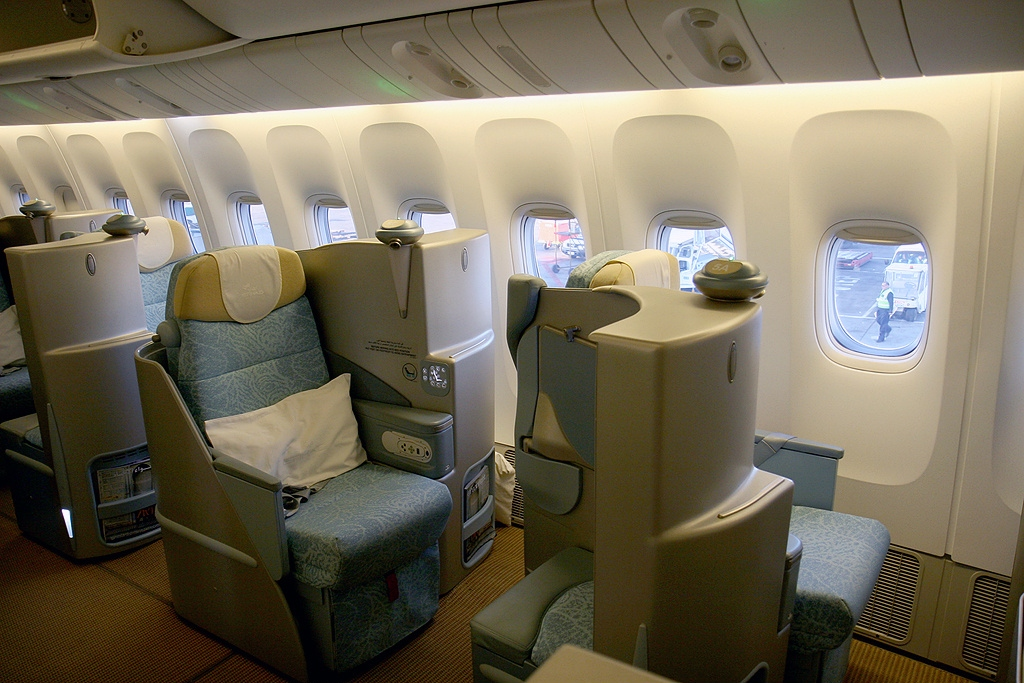
Etihad Airways, Boeing 777-300ER (dálkové lety)
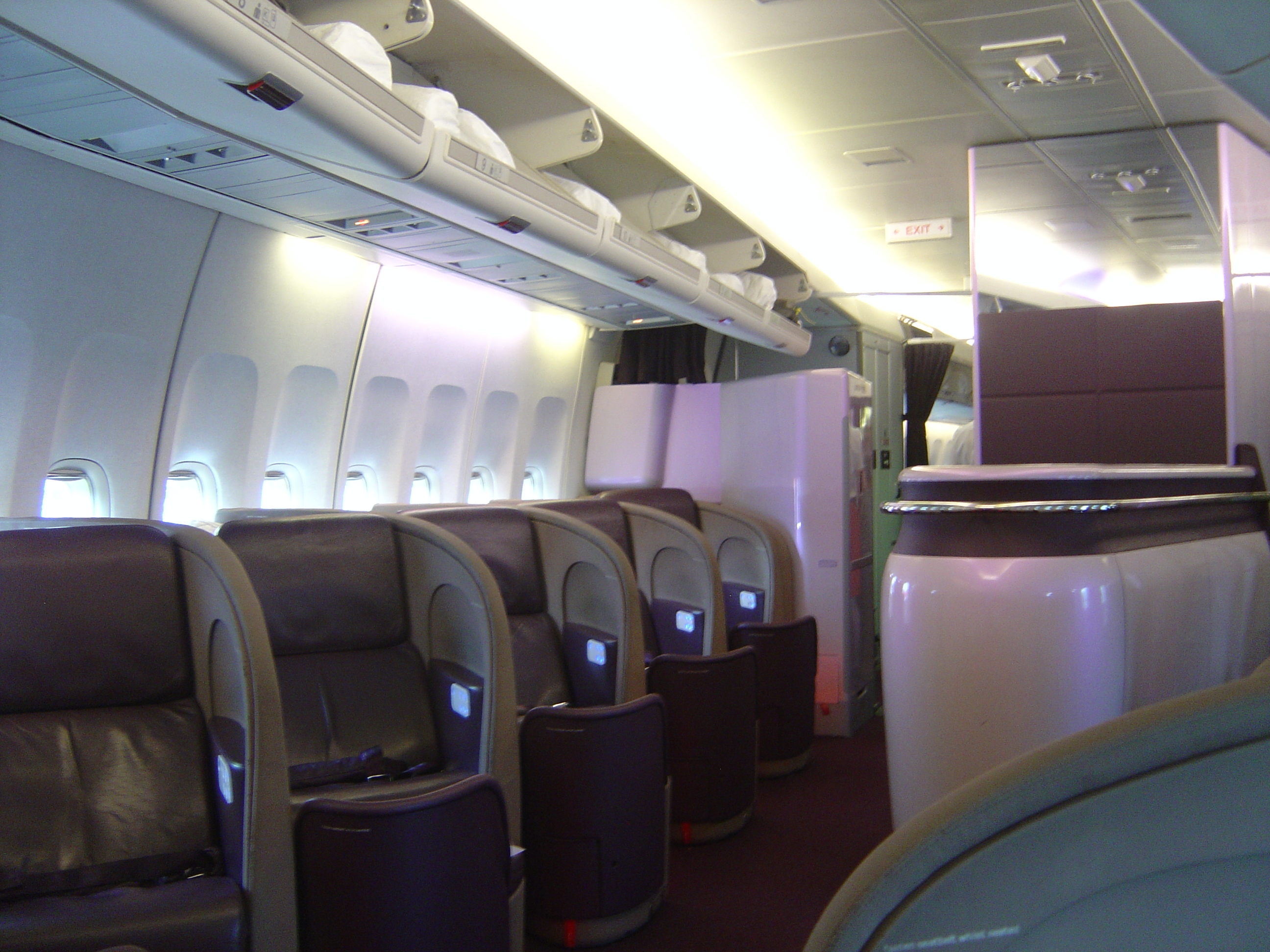
Virgin Atlantic, Airbus A340 (dálkové lety)
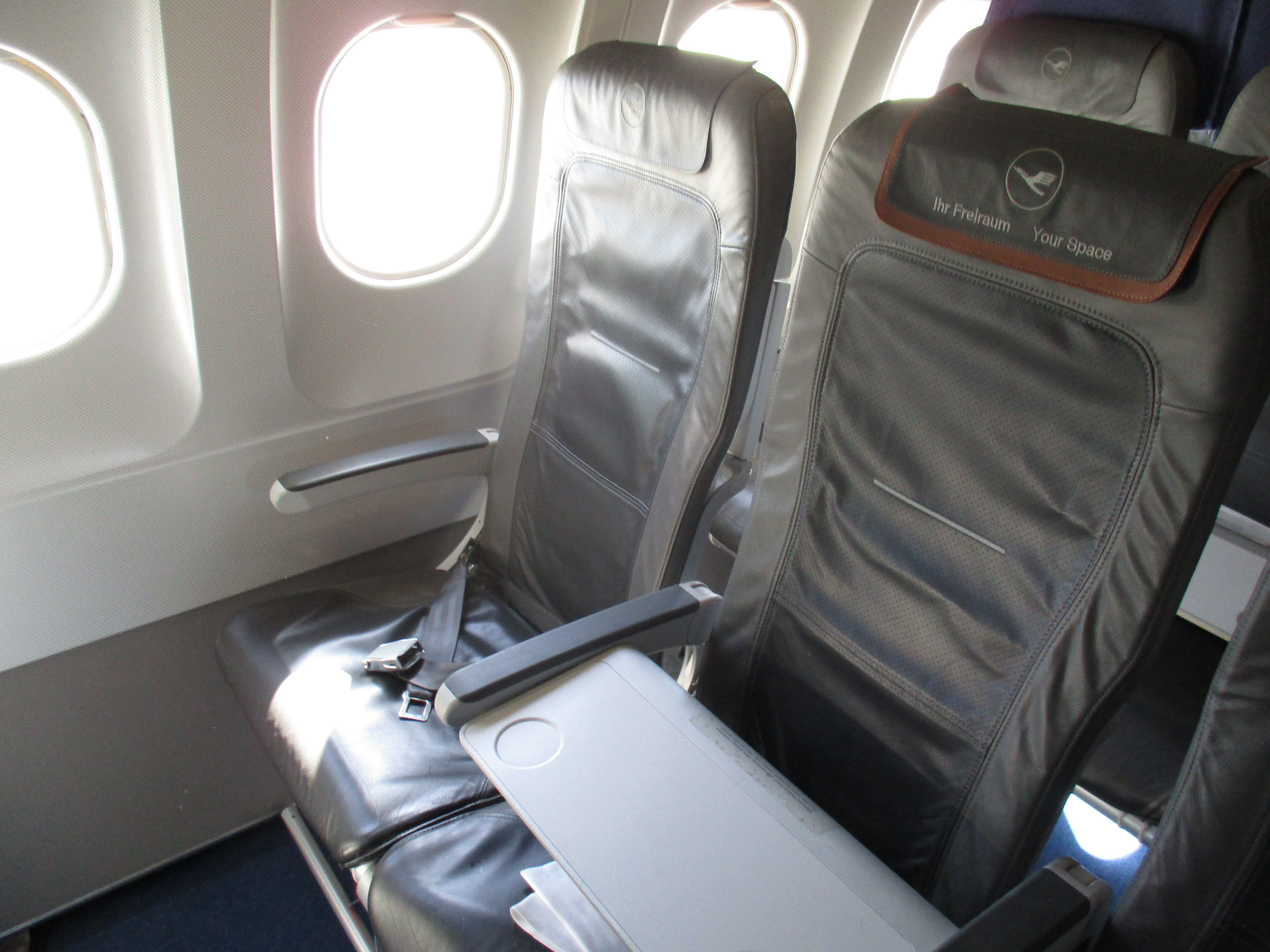
Lufthansa, Airbus A321 (krátké lety)